# Fidol
Fidol — imię męskie nieznanego pochodzenia. Na gruncie łacińskim, który jest najbardziej prawdopodobny, może ono stanowić formę pochodną od przydomka Fidus – „zawierający, wierny, bezpieczny”. Imię to może także wywodzić od gr. Pheidolās – „współprzysięgający”, lub posiadać pochodzenie celtyckie, oznaczając „człowiek z lasu”. Patronem tego imienia jest św. Fidol, opat z VI wieku.
Fidol imieniny obchodzi 16 maja.